# Priscilla Presley
Priscilla Presley, geboren als Priscilla Ann Wagner, later Priscilla Beaulieu (New York, 24 mei 1945) is een Amerikaanse actrice. Zij was de echtgenote van zanger en acteur Elvis Presley van 1967 tot 1973. Zij kregen samen een dochter, Lisa Marie Presley (1968–2023)

## Biografie
Priscilla was de dochter van een Amerikaanse luchtmachtofficier die gestationeerd was in West-Duitsland in de periode dat Elvis ook in militaire dienst zat. Hij ontmoette haar toen ze pas veertien jaar oud was, maar Elvis bleef acht jaar lang met haar uitgaan totdat ze met hem wilde trouwen in 1967.
Haar biologische vader, James Wagner, kwam vlak na haar geboorte om het leven. Haar moeder hertrouwde met Paul Beaulieu. Om deze reden wordt vaak gezegd dat Priscilla Beaulieu haar meisjesnaam is.
Van 1983 tot 1988 speelde ze de rol van Jenna Wade in de soapserie Dallas. Ze is ook bekend door haar rol in de filmreeks The Naked Gun, geënt op de televisieserie Police Squad!, waar ze de tegenspeelster was van Leslie Nielsen.
Ze heeft ook een aantal parfums op de markt gebracht waaronder Moments en Roses and More.
In 1987 kreeg Priscilla een zoon, Navarone Anthony. De vader van Navarone is Marco Garibaldi, met wie zij van 1984 tot 2006 samen was.
Priscilla Presley wordt in de film Elvis uit 2022 vertolkt door Olivia DeJonge.

### Leven in West-Duitsland
Toen de Beaulieus in West-Duitsland aankwamen, verbleven ze in het Helene Hotel, maar het werd al snel een te grote financiële last om in het hotel te verblijven. Na drie maanden in het hotel te hebben gewoond, gingen de Beaulieus op zoek naar een ander verblijf om te huren. Het gezin vestigde zich in een groot appartement in een “antiek gebouw dat lang voor de Eerste Wereldoorlog was gebouwd”. Kort nadat ze waren ingetrokken realiseerden de Beaulieus zich dat het gebouw als bordeel werd gebruikt, maar gezien de schaarste op de woningmarkt hadden ze maar weinig keus dan te blijven.

## Filmografie

### Film
- 1988: The Naked Gun: From the Files of Police Squad!, als Jane Spencer
- 1990: The Adventures of Ford Fairlane, als Colleen Sutton
- 1991: The Naked Gun 2½: The Smell of Fear, als Jane Spencer
- 1994: Naked Gun 33⅓: The Final Insult, als Jane Spencer-Drebin
- 2025: The Naked Gun, als Jane Spencer-Drebin

### Televisie
- 1980-1981: Those Amazing Animals, als presentatrice
- 1983: Love Is Forever, als Sandy Redford
- 1983: The Fall Guy, als Sabrina Coldwell
- 1983-1988: Dallas, als Jenna Wade
- 1993: Tales from the Crypt, als Gina
- 1996: Melrose Place, als zuster Benson
- 1997: Touched by an Angel, als dokter Meg Saulter
- 1998: Breakfast with Einstein, als Keelin
- 1999: Spin City, als tante Marie Paterno
- 1999: Hayley Wagner, Star, als Sue Wagner
- 2023: Agent Elvis, als zichzelf